# Джурабаев, Амирбек Муродуллоевич
Амирбек Муродуллоевич Джурабаев (род. 13 апреля 1996 года) — таджикский футболист. Полузащитник «Истиклола» и национальной сборной Таджикистана.

## Клубная карьера
Амирбек занимался футболом в академии московского «ЦСКА». В 2014 году состоялся его переход в состав таджикского «Хайр Вахдата». Его дебют в «Хайр Вахдате» состоялся на восемнадцатый день рождения, в матче с «ЦСКА-Памир». С февраля 2015 года был игроком белорусского клуба «Шахтёр» из Солигорска, но ни в одном официальном матче на поле так и не вышел.

## Карьера в сборной
Амирбек выступает за молодёжную сборную Таджикистана. За национальную сборную Таджикистана он дебютировал 7 июня 2014 года в матче против сборной Эстонии.